# Garrigues
|  | Per a altres significats, vegeu «Garrigues (desambiguació)». |

Les Garrigues és una comarca catalana de Ponent, d'una extensió de 799,7 km² i que integra 24 municipis. Per la seua superfície és una de les comarques més aviat grans del Principat, però per la població és una comarca més aviat despoblada, amb 19.011 habitants el 2022. La capital administrativa de la comarca és les Borges Blanques.

## Geografia
Les Garrigues, que estan situades al sud-oest del país, formen part de les comarques planes de ponent; tot i això, es troben pròximes, i en algun moment fins i tot dins de la depressió de l'Ebre, fet que conforma fortament la comarca. Les Garrigues són una regió aixecada on la majoria dels rius nascuts a la serra la Llena han erosionat el terreny formant fondals estrets i deixant planes trencades en el seu camí cap a la desembocadura al Segre, fet que conforma significativament el paisatge garriguenc. El nord de la comarca presenta un relleu més pla i menys trencat, semblant al que es troba a les comarques del Pla d'Urgell o al nord-est del Segrià.
Els límits de la comarca administrativa no segueixen físicament una línia gaire clara; així i tot, es pot identificar la frontera comarcal a la part meridional amb la carena de la conca hidrogràfica del Segre respecte a les del Francolí, el Riu Montsant i la Cana, en alguns indrets els límits no segueixen la carena, com són els termes municipals del Vilosell o Tarrés, o el d'Ulldemolins (⁣⁣Priorat⁣⁣)⁣, que s'endinsa en part cap a la conca del Segre. També el municipi de Bovera està situat a la conca del riu de la Cana, afluent de l'Ebre. Per la part oriental, els afluents de la Femosa marquen l'acabament de la comarca; però els límits tant amb la Conca de Barberà com amb l'Urgell estan bastant desdibuixats. Els límits septentrionals de la comarca responen més a factors històrics de jurisdicció municipal que a condicions orogràfiques, en aquesta part de la comarca els municipis es diferencien molt poc dels municipis veïns del Pla d'Urgell o del Segrià. A la part occidental, en contacte amb els municipis del Segrià, s'esdevé una situació similar a la part septentrional de la comarca, amb la diferència que aquests presenten tots condicions típicament garriguenques.

## Comunicacions
La carretera més important que creua la comarca és l'AP-2 que uneix Lleida amb Barcelona passant pels termes municipals de Castelldans, Juneda, les Borges Blanques, l'Albi, Vinaixa i Tarrés. També hi ha l'N-240 que uneix Lleida amb Tarragona passant per Montblanc i passant pel costat de Juneda, les Borges Blanques i Vinaixa. La principal carretera que uneix la comarca de nord a sud és la C-233 que uneix Flix amb Bellpuig passant per Arbeca, les Borges Blanques, Castelldans, l'Albagés, el Soleràs, la Granadella i Bovera. La C-242 que abans unia Reus amb Lleida travessant el Priorat i connecta la Granadella i Bellaguarda. Una carretera que no passa per les Garrigues administratives és la C-12 que uneix Tortosa amb Lleida i que és la carretera que connecta la part meridional i occidental de la comarca amb Lleida.

## Història
La comarca de les Garrigues va ser projectada com a unitat administrativa per primera vegada per la Divisió territorial de Catalunya de 1936 de Pau Vila i va ser oficial des del desembre de 1936 fins a l'any 1939, quan es va suprimir la Generalitat de Catalunya. L'any 1987 la Generalitat de Catalunya va recuperar la divisió comarcal de Catalunya, tot i que revisant els límits comarcals originals, i es va tornar a crear la comarca administrativa de les Garrigues, amb 25 municipis que encara existeixen, amb la petita variació que l'any 1989 el municipi de ⁣⁣Torregrossa⁣⁣, que era garriguenc, es va agregar al Pla d'Urgell quan es va crear aquesta comarca i actualment la comarca consta de 24 municipis.
La Generalitat de Catalunya va encarregar a una comissió d'experts un Informe sobre la revisió del model d'organització territorial de Catalunya, aquest informe publicat al desembre de l'any 2000 proposava canvis en la delimitació comarcal garriguenca, aquests canvis consistien en el fet que Tarrés passés a pertànyer a la Conca de Barberà i els municipis de Sarroca de Lleida, Aspa, Alcanó, Torrebesses, Llardecans, Maials i Almatret passessin a formar part de les Garrigues, aquesta proposta de moment no s'ha dut a terme.

### Diferències entre la comarca administrativa i la comarca natural
El topònim de les Garrigues fa referència a un tipus d'alzina molt característic del clima àrid mediterrani. El topònim està molt difós per tota l'àrea catalanooccitana, aquest apareix dins la literatura i la cartografia durant el segle xviii referint-se a una comarca natural situada al sud-est de la conca del Segre que ha variat els seus límits i ha creat una consciència de comarca natural a causa de diversos factors socioeconòmics.
La comarca administrativa pren el topònim de la comarca natural, però no coincideix pas amb els seus límits amb la comarca natural. Hi mancarien els pobles d'Almatret, Maials, Llardecans, Torrebesses, Sarroca de Lleida, Alcanó, Sunyer, Alfés i Aspa, tots adscrits a la comarca administrativa del Segrià. Per altra banda, en els municipis nord-orientals l'adscripció comarcal és molt més recent: Juneda, Arbeca, Puiggròs i les Borges Blanques s'han considerat sovint com a Urgell; l'Espluga Calba, els Omellons, Fulleda, Tarrés, Vinaixa i el Vilosell de la Segarra; Bovera de la Ribera d'Ebre.

## Clima
El clima de les Garrigues és mediterrani continental sec, amb una precipitació mitjana anual escassa, entre 400 mm i 450 mm. Els màxims es donen a la primavera i la tardor, i els mínims a l'hivern i a l'estiu. Pel que fa a la temperatura, els hiverns són freds, amb mitjanes de 4 °C a 5 °C, sobretot a causa de la inversió tèrmica i les boires persistents, i els estius són molt calorosos, amb mitjanes de 24 °C a 25 °C, essent l'amplitud tèrmica anual alta o molt alta. El període lliure de glaçades va de juny a setembre.

## Pobles que configuren la comarca

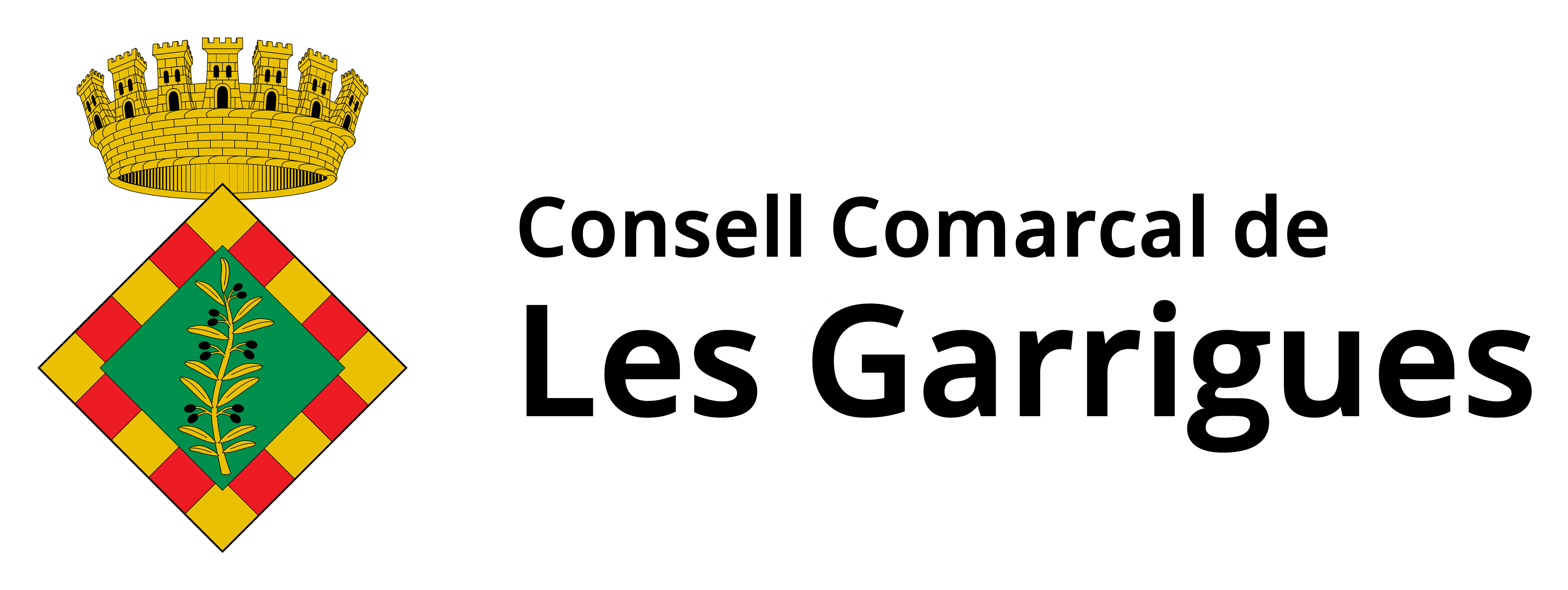
Logotip del Consell Comarcal de Les Garrigues

| Municipi                  | Habitants (2018) |
| ------------------------- | ---------------- |
| Albagés, l'               | 375              |
| Albi, l'                  | 762              |
| Arbeca                    | 2.162            |
| Bellaguarda               | 301              |
| Borges Blanques, les      | 6.002            |
| Bovera                    | 257              |
| Castelldans               | 931              |
| Cervià de les Garrigues   | 648              |
| Cogul, el                 | 161              |
| Espluga Calba, l'         | 357              |
| Floresta, la              | 154              |
| Fulleda                   | 84               |
| Granadella, la            | 728              |
| Granyena de les Garrigues | 144              |
| Juncosa                   | 393              |
| Juneda                    | 3.409            |
| Omellons, els             | 212              |
| Pobla de Cérvoles, la     | 191              |
| Puiggròs                  | 272              |
| Soleràs, el               | 328              |
| Tarrés                    | 99               |
| Torms, els                | 151              |
| Vilosell, el              | 168              |
| Vinaixa                   | 482              |

## Política i govern
El Consell Comarcal de les Garrigues és l'òrgan administratiu de la comarca, actualment format per una majoria de consellers/es de JxCat. La composició de la legislatura 2019-2023 és la següent:
| Càrrec                | Nom                          | Formació política                                                    |
| --------------------- | ---------------------------- | -------------------------------------------------------------------- |
| President             | Jaume Setó Cornadó           | JxCat La Floresta                                                    |
| Vicepresident primer  | Enric Mir Pifarré            | JxCat Les Borges Blanques                                            |
| Vicepresident segon   | Lluís Dalmau Almacellas      | JxCat Juncosa                                                        |
| Vicepresident tercer  | Olegari Alberich Vidal       | JxCat Bellaguarda                                                    |
| Vicepresidenta quarta | Maria Rosa Solé Codina       | JxCat Castelldans                                                    |
| Conseller             | Jaume Estradé Vall           | JxCat La Pobla de Cérvoles                                           |
| Consellera            | Montserrat Ruiz Iglesias     | JxCat Puiggròs                                                       |
| Conseller             | Josep Bardia Preixens        | JxCat Els Torms                                                      |
| Conseller             | Joan Leiva Gómez             | JxCat L'Albagés                                                      |
| Consellera            | Anna Feliu i Moragues        | JxCat L'Albi                                                         |
| Conseller             | Josep Cunillera i Boldú      | Acord Municipal (ERC-AM) L'Espluga Calba                             |
| Consellera            | Gemma Farré Nogué            | Acord Municipal (ERC-AM) El Vilosell                                 |
| Conseller             | Josep Maria Tarragó Clivillé | Acord Municipal (ERC-AM) Vinaixa                                     |
| Consellera            | Mercè Rubio Carré            | Acord Municipal (ERC-AM) Cervià de les Garrigues                     |
| Conseller             | Òscar Copons Nogales         | Acord Municipal (ERC-AM) Fulleda                                     |
| Consellera            | Anna Torres Fernández        | Acord Municipal (ERC-AM) El Cogul                                    |
| Conseller             | Francesc Roset Sans          | Acord Municipal (ERC-AM) Arbeca                                      |
| Consellera            | Marta Urgell i Mònico        | Acord Municipal (ERC-AM) Les Borges Blanques                         |
| Conseller             | Joan Miquel Simó Falcó       | Grup de Compromís per Arbeca - Candidatura de Progrés (CA-CP) Arbeca |

### Nombre de regidors per partit i municipi
| Municipi                  | Regidos | Regidos | Regidos | Regidos | Regidos | Regidos | Regidos |
| Municipi                  | CM      | AM      | XTU     | CP      | PP      | J X TU  | AMUNT   |
| ------------------------- | ------- | ------- | ------- | ------- | ------- | ------- | ------- |
| Albagés, l'               | 1       | -       | 6       | -       | -       | -       | -       |
| Albi, l'                  | 7       | -       | -       | -       | -       | -       | -       |
| Arbeca                    | 1       | 6       | -       | 4       | -       | -       | -       |
| Bellaguarda               | 5       | 2       | -       | -       | -       | -       | -       |
| Borges Blanques, les      | 6       | 3       | 4       | 0       | 0       | -       | -       |
| Bovera                    | -       | -       | -       | 4       | 3       | -       | -       |
| Castelldans               | 6       | -       | -       | -       | 1       | -       | -       |
| Cervià de les Garrigues   | -       | 7       | -       | -       | -       | -       | -       |
| Cogul, el                 | 2       | 1       | 2       | 0       | 0       | -       | -       |
| Espluga Calba, l'         | -       | 2       | 5       | -       | -       | -       | -       |
| Floresta, la              | 1       | 4       | -       | 0       | 0       | -       | -       |
| Fulleda                   | -       | 2       | 1       | 0       | -       | -       | -       |
| Granadella, la            | 1       | 4       | 2       | -       | -       | -       | -       |
| Granyena de les Garrigues | 5       | -       | -       | 0       | 0       | -       | -       |
| Juncosa                   | 4       | 3       | -       | -       | -       | -       | -       |
| Juneda                    | 6       |         | -       | 2       | -       | 3       | -       |
| Omellons, els             | 1       | 4       | -       | 0       | 0       | -       | -       |
| Pobla de Cérvoles, la     | 4       | 1       | -       | 0       | -       | -       | -       |
| Puiggròs                  | 7       | -       | -       | -       | -       | -       | -       |
| Soleràs, el               | -       | 5       | -       | -       | -       | -       | 2       |
| Tarrés                    | 3       | 2       | -       | 0       | -       | -       | -       |
| Torms, els                | 1       | 4       | -       | 0       | -       | -       | -       |
| Vilosell, el              | 4       | 1       | -       | 0       | 0       | -       | -       |
| Vinaixa                   | -       | 7       | -       | -       | -       | -       | -       |
| Total                     | 65      | 58      | 20      | 10      | 4       | 3       | 2       |

### Símbols
L'escut oficial de les Garrigues té blasonament amb escut caironat: de sinople, un ram d'olivera d'or fruitat de sable, en pal; la bordura componada d'or i de gules. Per timbre una corona mural de comarca. Va ser aprovat el 18 de maig de 1993. L'olivera és el principal recurs agrícola de la comarca; l'oli de les Garrigues té una denominació d'origen protegida que n'avala la qualitat. La bordura representa els quatre pals de l'escut de Catalunya.

## Demografia
| 1497 f | 1515 f | 1553 f | 1717  | 1787   | 1857   | 1877   | 1887   | 1900   | 1910   |
| ------ | ------ | ------ | ----- | ------ | ------ | ------ | ------ | ------ | ------ |
| 660    | 806    | 990    | 3.390 | 12.088 | 24.895 | 27.157 | 26.677 | 28.082 | 29.802 |

| 1920   | 1930   | 1940   | 1950   | 1960   | 1970   | 1981   | 1990   | 1992   | 1994   |
| ------ | ------ | ------ | ------ | ------ | ------ | ------ | ------ | ------ | ------ |
| 30.101 | 28.830 | 25.827 | 25.656 | 24.036 | 21.870 | 20.212 | 19.923 | 19.466 | 19.466 |

| 1996   | 1998   | 2000   | 2002   | 2004   | 2006   | 2008   | 2010   | 2012   | 2014   |
| ------ | ------ | ------ | ------ | ------ | ------ | ------ | ------ | ------ | ------ |
| 19.273 | 19.237 | 19.269 | 19.432 | 19.210 | 20.032 | 20.350 | 20.413 | 20.212 | 19.762 |

| 2016   | 2018   | 2020   | 2022   | 2024   | 2026 | 2028 | 2030 | 2032 | 2034 |
| ------ | ------ | ------ | ------ | ------ | ---- | ---- | ---- | ---- | ---- |
| 19.090 | 18.771 | 18.873 | 19.011 | 19.037 | -    | -    | -    | -    | -    |

## Cultura
A les Garrigues tenen lloc diverses festivitats i activitats culturals d'àmbit comarcal com la Fira de l'Oli i de les Garrigues, el Garrigues Guitar Fest, o les Garrigues en Flor, així com d'altres d'àmbit local però d'interès patrimonial i gastronòmic més enllà dels municipis. En aquest sentit, proliferen les petites fires de l'oli, del primer raig o de l'oli verd, noms amb els quals s'anomena l'oli de la primera premsada, així com fires de productes locals com les orelletes, el safrà, la cervesa artesana, les cassoles de tros o la clotxa, a més d'altres comunes a la majoria de les poblacions garriguenques com Sant Antoni, Sant Josep, Sant Sebastià o les festes majors.
En l'àmbit patrimonial destaquen les pintures de la Roca dels Moros del Cogul que s'encarrega de difondre el corresponent centre d'interpretació; l'Espai Macià de les Borges Blanques, dedicat a la figura del president Macià; el jaciment arqueològic dels Vilars d'Arbeca; o el jaciment de Minferri de Juneda, que compta amb un museu al Complex Cultural de la mateixa vila.